# Čeněk Hovora z Lipé
Čeněk Hovora z Lipé (asi 1625 Skalica – 1. ledna 1680 Slezsko) byl český šlechtic, poslední příslušník rodu pánů z Lipé. 

## Život
Narodil se jako syn bývalého nejvyššího zemského maršálka Pertolda Bohobuda z Lipé a Marie rozené Zárubové z Hustířan. 
Čeněk měl ještě bratry Adama Karla a Jindřicha. 
Byl třikrát ženat, poprvé s Johanou Alžbětou, rozenou svobodnou paní z Windisch-Graetze (1630–1650). 
V roce 1651 koupil panství Świątniki ve Slezsku a oženil se s Johanou Alžbětou z Lehnice (1636–1673). Žili ve Świątnikách, kde Čeněk Hovora nechal přestavět zámek. Zde jej také navštívil duchovní a literát Tomáš Pešina z Čechorodu. Z druhého manželství se narodilo několik dětí, žádné se ale nedožilo dospělosti. Po smrti druhé manželky se oženil potřetí, s Bibianou von Promnitz in Pless (1649–1685). Třetí manželství zůstalo bezdětné, po Čeňkově smrti zdědila majetek jeho třetí manželka.
V kostele v nedalekých Malých Kněnicích jsou dochovány tři mramorové sochy, z nichž jedna pravděpodobně ztvárňuje Čeňka Hovoru.